# Марк Минуций Терм
Марк Мину́ций Терм (лат. Marcus Minucius Thermus; умер после 80 года до н. э.) — древнеримский военный и политический деятель из знатного плебейского рода Минуциев, претор 81 года до н. э. Сменил Луция Лициния Мурену на должности пропретора Азии. Во время его наместничества (80 год до н. э.) была осаждена и захвачена Митилена. Полис находился в состоянии конфликта с Римом, из-за подозрений в активной или молчаливой поддержке киликийских пиратов. Светоний приписывает Терму победу, но в действительности осада была проведена и координировалась Луцием Лицинием Лукуллом. Немногое известно о его жизни и карьере.
Гай Юлий Цезарь начал свою военную службу при Терме после помилования Суллой в ходе проскрипций 82 года до н. э.: именно Терм послал молодого Цезаря послом ко двору Никомеда IV Филопатора за военной помощью.